# Ezequiel Schelotto
Pour les articles homonymes, voir Schelotto.
Ezequiel Matías Schelotto, né le 23 mai 1989 à Buenos Aires, est un footballeur international italien évoluant au poste d´arrière droit.

## Biographie

### Carrière en clubs
En Janvier 2013 il s'engage en faveur de l'Inter Milan pour 4 saisons en échange de 3,5 M€. Il portera le numéro 7. Auparavant il évoluait sous les couleurs de Cesena puis de l'Atalanta Bergame, en passant sous la forme de prêt à Catane.
Le 24 février 2013, il inscrit le but de l'égalisation de son équipe lors du derby milanais.
Le 31 août 2017, il rejoint Brighton. Il débutera son premier match avec le club anglais le 19 septembre 2017 face à l' AFC Bournemouth en Coupe de la Ligue. Le 28 janvier 2019, Ezequiel Schelotto est prêté au Chievo Vérone, alors lanterne de rouge de Serie A.

### Carrière en sélection nationale
Ezequiel Schelotto reçoit sa première sélection en équipe d'Italie le 15 août 2012, lors d'un match amical face à l'Angleterre. Il rentre à la 86e minute de jeu en remplacement d'Ignazio Abate. Il n'empêchera pas la défaite de son équipe (2-1).